# Gloskären
Gloskären är öar nära Skäriråsen i Nagu,  Finland.   De ligger i Pargas stad i den ekonomiska regionen  Åboland  och landskapet Egentliga Finland. Ön ligger omkring 7 kilometer norr om Skäriråsen, omkring 35 kilometer söder om Nagu kyrka,  69 kilometer söder om Åbo och 180 km väster om Helsingfors. Närmaste allmänna förbindelse är förbindelsebryggan vid Trunsö som trafikeras av M/S Nordep.